# Charlotte Wessels
Johanna Charlotte Wessels (Zwolle, 1987. május 13.) holland énekesnő, leginkább a Delain holland szimfonikus metal együttes korábbi énekesnőjeként ismert.

## Fiatalkora
Charlotte jazz és klasszikus stílusban is jól képzett énekesnő. Először jazz stílusban énekelt, majd énektanára hatására elkezdett klasszikus stílusan is énekelni. De Charlotte számára a klasszikus éneklés nagyon korlátozott volt, és ő szeret a klasszikus és jazz között énekelni "és ha a klasszikus zenébe viszel magas énekhangokat, nagyon hamar gothic lesz." 12 éves kora előtt már klarinétórákat vett, 13 éves korában kezdett énekelni és dalokat írni, de csak egy évvel később, 14 évesen kezdett énektanárhoz járni.

## Zenei pályafutás

### To Elysium (2000–2005)
Tizenöt éves korában csatlakozott egy To Elysium nevű gothic metal bandához. Egy interjúban említette, hogy a szülei alá kellett írjanak egy szerződést, mert még túl fiatal volt.

### Delain (2004–2021)
Tizenhét éves korában találkozott Martijn Westerholt-tal a Within Temptation alapítójával és csatlakozott a Delainhez. A banda stúdióprojektnek indult, Martijn megkérdezte, hogy tudna-e írni pár dalt és azokat felénekelni. Charlotte azt gondolta, hogy ez egy egyszeri alkalom lesz. 2005-ben aláírtak egy szerződést a Roadrunner Records zenei kiadóval. 2021 februárjában elhagyta a zenekart, a Delain újra Martijn szólókarrierévé válik. Charlotte bejelentette, hogy szólókarrierbe kezd ő is.

### Phantasma (2015–napjainkig)
Georg Neuhauser-rel, a Serenity énekesével és Oliver Philipps-szel, az Everon gitárosával alapítottak egy szimfonikus metal zenekart Phantasma névvel. A Napalm Records-hoz voltak szerződve és kiadtak egy albumot  The Deviant Hearts névvel. Charlotte Wessels  nem csak énekelt az albumon, hanem írt is egy  könyvet The Deviant Hearts címmel különösen az albumhoz. A könyv az album fizikai példányához tartozik. Charlotte bevallása szerint a könyv nem igazán érdekelte az embereket, holott a két dolog összetartozik. Ez egy kicsit frusztrálta is. „Nem értheted meg, hogy miről szólnak a dalok, ha nem olvastad a könyvet!”

## Zenei hatás
Egy 2014-es interjúban azt nyilatkozta, hogy
A szüleimnek elég jó zenei ízlésük volt, szóval volt néhány klasszikus rock befolyásom; Pink Floyd, Deep Purple, Genesis, Led Zeppelin, és Kate Bush. A testvérem bevezetett a metál zene világába, akkor volt a Metallica fénykora. A Toxicity a System of a Down-tól még mindig a kedvenc albumom. Jelenleg nagyon benne vagyok az alternatív rock világában, a Radiohead a kedvenc együttesem valaha. Rajongok Muse és Nick Cave munkásságáért is. Aztán vannak a nagyon jó női zeneszerzők, mint például Tori Amos, Björk. Nagyjából ennyi. Órákig tudnék még mesélni, de leginkább ők befolyásoltak engem.
Egy  Loudwire interjúban azt nyilatkozta, hogy  dallamosan leginkább Sia Furler ausztrál énekesnő befolyásolta. Csodálja Sia hangját és dalszövegeit. 2018 január 15-én, Charlotte Wessels azt nyilatkozta az Instagram profilján, hogy Dolores O'Riordan's hangja volt a fő inspirációja, hogy énekelni kezdjen.

## Magánélet
Unokatestvére a holland hardcore DaY-már DJ, akivel dolgozott is együtt. Van egy művészettörténeti diplomája és egy mesteri diplomája a társadalmi nemek elméletéből. Vegetáriánus , feministának vallja magát és nem szereti a női frontemberű metál kifejezést. " Furcsa az, hogy az együttes egyik tagjának neme meghatározza azt, hogy milyen zenét csinálnak! Úgy gondolom, hogy ez az az egy dolog, ami megmutatja, hogy az előítélet még mindig itt van!" 2017 szeptemberében összeházasodott partnerével, akivel akkor már 12 éve egy párt alkottak.

## Diszkográfia

### Delain

#### Albumok
- Lucidity (2006)
- April Rain (2009)
- We Are The Others (2012)
- Interlude (2013)
- The Human Contradiction (2014)
- Lunar Prelude (EP; 2016)
- Moonbathers (2016)
- Hunter's Moon (EP, 2019)
- Apocalypse & Chill (2020)

#### Kislemezek
- "Frozen" (2007)
- "See Me in Shadow" (2007)
- "The Gathering" (2008)
- "April Rain" (2009)
- "Stay Forever" (2009)
- "Smalltown Boy" (2010)
- "Get the Devil Out of Me" (2012)
- "We Are the Others" (2012)
- "Are You Done With Me" (2013)
- "Stardust" (2014)
- "Suckerpunch" (2016)
- "The Glory and the Scum" (2016)
- "Fire with Fire" (2016)
- "Masters of Destiny" (2019)
- "Burning Bridges" (2019)
- "One Second" (2019)
- "Ghost House Heart" (2020)

#### Demók
- Amenity (2002)

### Phantasma
- The Deviant Hearts (2015)

### Vendégszereplések
- "Embrace the Night" – DaY-már (2006)
- "Serenade of Flames" – Serenity (2010)
- "Please Come Home" – Knight Area (2011)
- "High Enough" – Nemesea (2011)
- "Under Grey Skies" – Kamelot (2015)
- "Beautiful Apocalypse" – Kamelot (2015)
- "Aquarium" – Dark Sarah (2016)
- "Under Grey Skies (live)" – Kamelot (2020)

### Filmek
- Soaring Highs and Brutal Lows: The Voices of Women in Metal [15]